# Pulchridomus
Pulchridomus is een geslacht van weekdieren uit de klasse van de Gastropoda (slakken).

## Soort
- Pulchridomus barbatulus (Reeve, 1852)